# ARD-Stern

ARD-Logo seit Dezember 2019

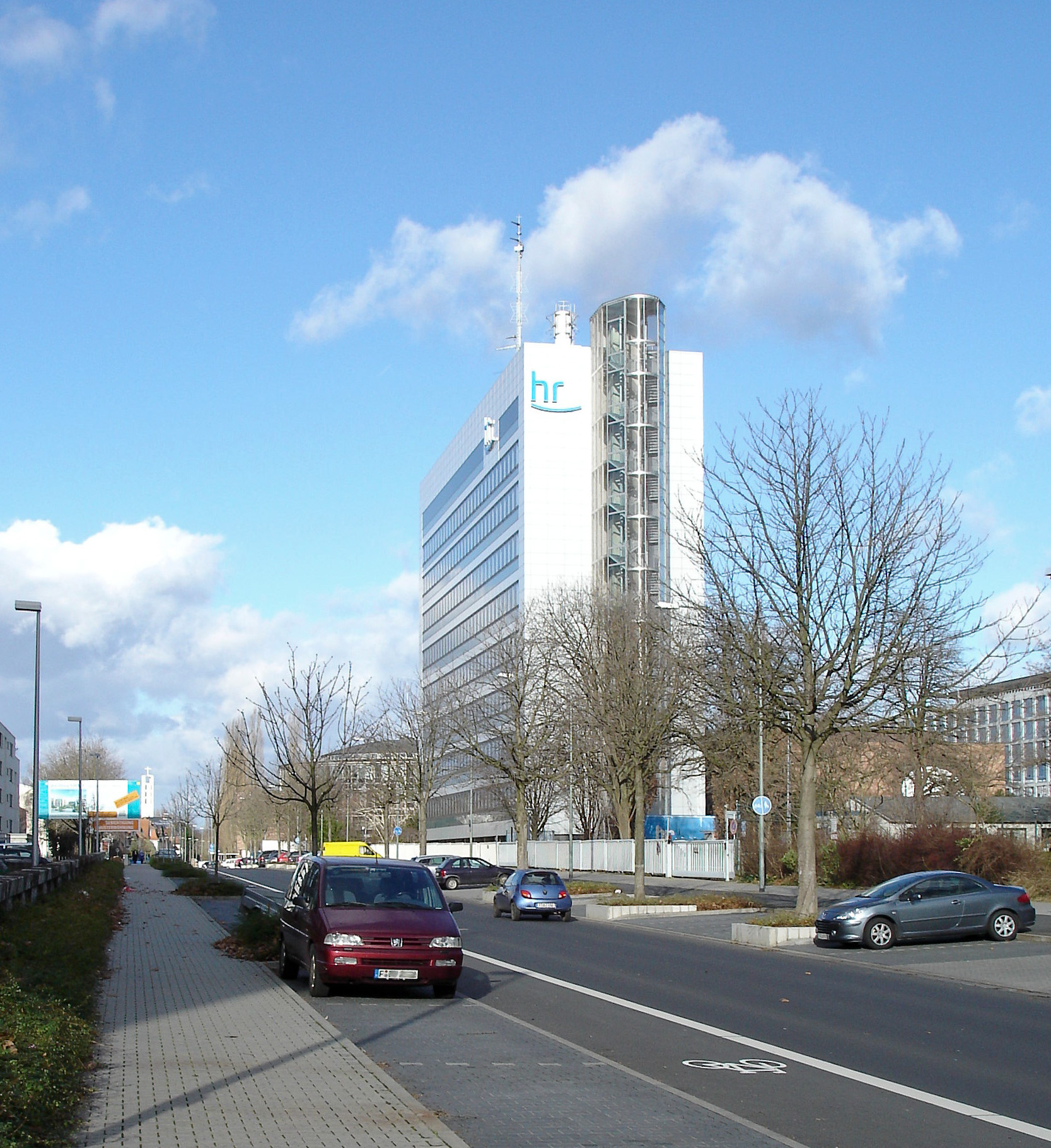
ARD-Stern in Frankfurt am Main

Der ARD-Sternpunkt ist eine unabhängige Einrichtung der ARD und führt Programmteile wie z. B. die Nachtprogramme des ARD-Hörfunks oder Fernsehsendungen zum Programm „Das Erste“ technisch zusammen und verteilt diese Signale an die Rundfunkanstalten über ein gemietetes Glasfasernetz, das HYBNET. Anders als der Name der Einrichtung (ARD-Stern) vermuten lässt, wird heute kein sternförmiges, sondern ein ringförmig aufgebautes Netz betrieben. Es werden Programmteile für Hörfunk und Fernsehen über einen selbst gestalteten Datenaustausch im ARD-Stern administriert und es werden interne und öffentliche Kommunikation (z. B. IP-Telefonie und Übergänge zum PSTN) technisch im ARD-Stern administriert. Der ARD-Stern befindet sich auf dem Gelände des Hessischen Rundfunks in Frankfurt am Main.

## Geschichte
Am 29. Juni 1972 wurde in Frankfurt am Main für den ARD-Hörfunk die erste Leitungsschaltzentrale eines damals sternförmigen Netzes in Betrieb genommen. Es gab 120 ankommende sowie 150 abgehende Leitungen. Seine erste Bewährungsprobe hatte das Tonsternnetz während der Olympischen Sommerspiele 1972 zu bestehen.

## Betriebsbereiche
Im ARD-Stern sind vier Betriebsteile verantwortlich für einen 24-Stunden-Betrieb:
1. ARD-Sendezentrum („Das Erste“)
2. Zentrale Medien Systeme (ZMS)
3. Contribution- & Playout-Center (CPoC), für den internationalen Programmaustausch mit anderen europäischen Sendeanstalten innerhalb der EBU sowie für die Programmverbreitung
4. ARD-Kommunikationsnetze – das Corporate Network der ARD

## ARD-Sendezentrum
Das ARD-Sendezentrum führt alle Programmteile der öffentlich-rechtlichen Rundfunkanstalten für „Das Erste“ (ehemals „Erstes Deutsches Fernsehen“) zusammen. Das ARD-Sendezentrum ist Bestandteil des ARD-Sterns in Frankfurt am Main. Seit Anfang 2005 wird im ARD-Sendezentrum die technische Abwicklung für „Das Erste“ komplett digital durchgeführt.

## ARD-Kommunikationsnetze
Die ARD-Kommunikationsnetze stellen den zur ARD gehörenden Rundfunkanstalten über das selbst betriebene HYBNET verschiedenste Möglichkeiten der Kommunikation zur Verfügung (z. B. Telefonie, E-Mail, Filetransfer usw.).

## ADR
Im Astra-Digital-Radio-System gab es zwei Kanäle (ARD-STP1 und ARD-STP2), die als Überspielkanäle des ARD-Sternpunktes fungierten.